# 人民圣母圣殿

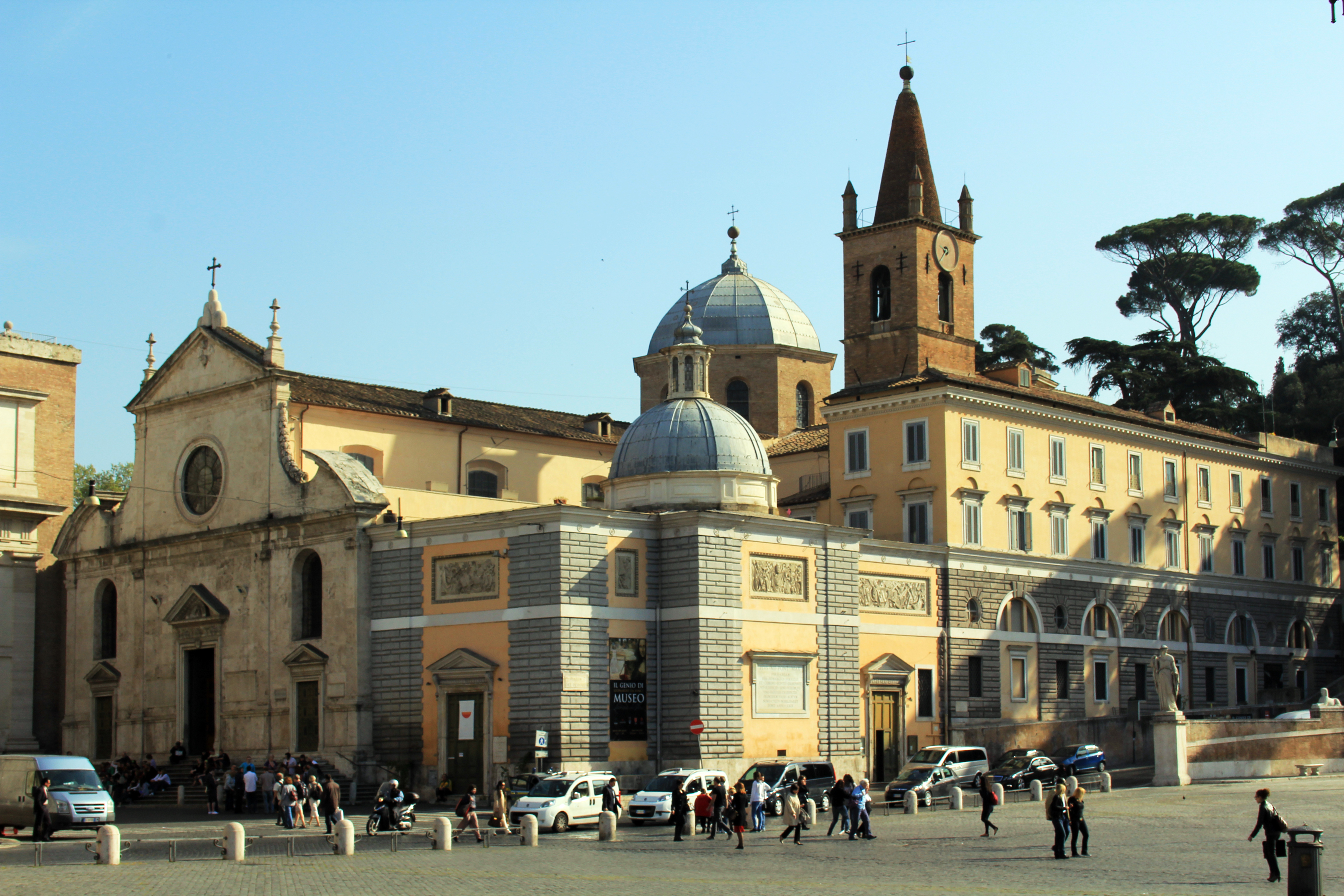
人民圣母圣殿

人民圣母圣殿（義大利語：Santa Maria del Popolo）是一座著名的奧斯定會聖堂，位於義大利羅馬，最初建於1099年。1472-1477年受教宗西斯篤四世命令重建。人民圣母圣殿位於人民廣場的北邊，該堂也作為司鐸級樞機領銜聖堂。 

## 內部
內部收藏有拉斐尔·圣齐奥、济安·贝尼尼、卡拉瓦喬、亚历山德罗·阿尔加迪（Alessandro Algardi）、安德烈·布莱德诺（Andrea Bregno）、多纳托·伯拉孟特等艺术家的作品。

## 外部連結
- SM del Popolo: A Multimedia Presentation of the church and its setting（页面存档备份，存于）, Australian National University